# Eoporis bifasciana
Eoporis bifasciana là một loài bọ cánh cứng trong họ Cerambycidae.